# Slaget ved New Orleans (1815)
|  | For slaget under den amerikanske borgerkrig, se Slaget ved New Orleans (Borgerkrigen) |
Slaget ved New Orleans blev udkæmpet den 8. januar 1815 og var det sidste store slag i den britisk-amerikanske krig (1812). Amerikanske styrker under generalmajor Andrew Jackson, besejrede en invaderende britisk hær, som ville besætte New Orleans og det enorme område, som USA havde fået kontrol over ved Louisiana-købet. Gent-traktaten, som var blevet underskrevet den 24. december 1814, blev ratificeret af Prinsregenten den 30. december og af det amerikanske senat den 16. februar 1815. Kampene fortsatte indtil slutningen af februar da officielle sendebud nåede frem og bekendtgjorde freden for de kæmpende i Louisiana. Slaget om New Orleans er almindeligt anerkendt som den største amerikanske sejr til lands under krigen.

## Slaget ved Lake Borgne
Den 12. december 1814 havde en stor britisk flåde under kommando af Sir Alexander Cochrane med over 8.000 soldater og søfolk ombord, kastet anker i den Mexicanske Golf øst for Lake Pontchartrain og Lake Borgne. En amerikansk flotille under kommando af søløjtnant Thomas ap Catesby Jones og bestående af fem kanonbåde forhindrede briterne i at få adgang til søerne. Den 14. december indledte omkring 1.200 britiske søfolk og marinesoldater under kommandør Nicholas Lockyer et angreb på Catesbys styrke. Lockyers folk sejlede afsted i 42 både, som alle var bevæbnet med en lille kanonade. Lockyer erobrede Catesbys skibe under en kort kamp, som kaldes slaget ved Lake Borgne. Sytten britiske søfolk blev dræbt og 77 såret, mens 6 amerikanere blev dræbt, 35 såret og 86 taget til fange. Blandt de sårede var både Catesby og Lockyer. Da der nu var fri adgang til Lake Borgne, blev tusindvis af britiske soldater under kommando af general John Keane, roet ind til Pea Island, omkring 50 km øst for New Orleans, hvor de etablerede en garnison.

## Natangreb den 23. december
Om morgenen den 23. december ankom Keane og fortroppen af 1.800 britiske soldater til den østlige bred af Mississippifloden 15 km syd for New Orleans. Keane kunne have angrebet byen hvis han var fortsat nogle timer langs flodvejen, som lå åben hele vejen til New Orleans, men han tog den skæbnesvangre beslutning at slå lejr på Lacoste Plantagen og vente på at der ankom forstærkninger. I løbet af eftermiddagen den 23. december, efter at han havde hørt om placeringen af den britiske lejr, skal Andrew Jackson efter sigende have udtalt "Ved Gud, de skal ikke finde ro på vor jord." Oplysningerne om briternes placering var kommet fra oberst Thomas Hinds' lette dragoneskadron, en militsenhed fra Mississippi territoriet. Samme aften angreb Jackson nordfra med 2.131 mand i et hurtigt 3-grenet angreb mod de uforberedte britiske tropper, som havde slået lejr. Derpå trak Jackson sine tropper tilbage til Rodriguez-kanalen, omkring 6 km syd for byen. Amerikanerne led tab på 24 døde, 115 sårede og 74 savnede, mens briterne opgav deres tab til 46 døde, 167 sårede og 64 savnede.
Historikeren Robert Quimby skriver: "Briterne vandt bestemt en taktisk sejr, som gjorde det muligt for dem at fastholde deres stilling". Men Quimby tilføjer: "Det er ikke for meget at sige, at det var slaget den 23. december, som reddede New Orleans. Briterne var blevet skuffet i deres forventning om en let erobring. Det uventede og voldsomme angreb gjorde Keane endnu mere forsigtig ... han gjorde ingen forsøg på at rykke frem den 24. eller den 25.". Som følge heraf fik amerikanerne tid til at begynde på at omdanne kanalen til en stærkt befæstet stilling. Juledag ankom general Edward Pakenham til slagmarken og gav ordre til en storstilet rekognoscering den 28. december af de amerikanske skanser, som beskyttede adgangen til New Orleans. Om aftenen mødtes general Pakenham med general Keane og admiral Cochrane for at få en opdateret status på situationen da han var vred over den stilling hæren var blevet placeret i. General Pakenham ønskede at rykke frem langs Chef Menteur Road, men det blev afvist af admiral Cochrane, som insisterede på, at hans både leverede alt hvad der var kunne blive brug for. Admiral Cochrane mente, at den britiske hær ville knuse en sammenskrabet amerikanske hær og skal have sagt, at hvis hæren ikke kunne, så ville hans søfolk klare opgaven. Uanset hvad Pakenham mente om sagen, så blev resultatet af mødet, at det stod klart hvor og hvordan der skulle angribes. Den 28. december gennemførte grupper af britiske tropper opklaringsangreb mod de amerikanske skanser.
Da de britiske tropper trak sig tilbage, begyndte amerikanerne at bygge artilleribatterier, som skulle beskytte skanserne, som herefter blev døbt Jackson'linjen. Amerikanerne opstillede 8 kanonbatterier, som omfattede en 32-punds kanon, 3 24-punds, en 18-punds, 3 12-punds, 3 6-punds og en 6-tommer haubits. Jackson sendte også en gruppe mænd over på Mississippiflodens vestbred, hvor de bemandede to 24-punds og to 12-punds kanoner fra det strandede USS Louisiana.
Den britiske hærs hovedstyrke ankom nytårsdag og angreb skanserne med artilleri. Der startede en kanonduel, som varede i tre timer. Adskillige af de amerikanske kanoner blev ødelagt eller beskadiget, heriblandt 32-punds kanonen, en 24-punds og en 12-punds. Samtidig fik skanserne nogle skader. De britiske kanoner løb tør for ammunition, hvilket fik Pakenham til at afblæse angrebet. Hvad Pakenham på det tidspunkt ikke vidste var, at amerikanerne på den venstre del af Jackson-linjen ved sumpen i mellemtiden var flygtet. Pakenham besluttede sig for at vente på at hele hans styrke på over 8.000 mand var samlet inden han startede angrebet.

## Slaget den 8. januar
Tidligt om morgenen den 8. januar gav Pakenham ordre til et dobbeltangreb mod Jacksons stillinger. Oberst William Thornton (fra 85. regiment) skulle krydse Mississippifloden i løbet af natten med sin brigade på 780 mand, trænge hurtigt op langs floden og storme batterierne, som var under kommando af Commodore Daniel Patterson på den amerikanske flanke og derefter beskyde Jackson-linjen fra siden med haubitser og raketter. Herefter skulle hovedangrebet indledes mod de amerikanske skanser, som rummede hovedparten af de amerikanske styrker, Det skulle gennemføres af to kolonner (langs floden anført af Keane og ved sumpen under ledelse af generalmajor Samuel Gibbs). Brigaden under generalmajor John Lambert blev holdt i reserve.
Forberedelserne til angrebet gik hurtigt i stå, da en kanal, som blev udgravet af Cochrane's matroser kollapsede og dæmningen, der skulle lede floden ind i kanalen brød sammen, hvilket betød at matroserne måtte trække bådene med oberst Thorntons angrebsstyrke gennem dybt mudder, så styrken først var klar til angreb lige før daggry - 12 timer forsinket.
Angrebet begyndte i mørke og tæt tåge, men da briterne nærmede sig fjendens hovedlinje lettede tågen og udsatte angriberne for ødelæggende artilleribeskydning. Oberstløjtnant Thomas Mullins, som anførte 44. fodregiment, havde glemt at medbringe de stiger og faskiner, som var nødvendige for at kunne krydse kanalen og komme op ad skanserne, og forringen bredte sig i mørket og tågen mens briterne forsøgte at lukke hullet. De fleste højtstående officerer blev dræbt eller såret, heriblandt general Gibbs, som blev dræbt mens han anførte den største af angrebskolonnerne på højre fløj, bestående af 4., 21., 44. og 5. vestindiske regiment og oberst Rennie som anførte en gruppe lette kompagnier fra 7., 43. og 93. regiment på venstre fløj ved floden.
Formentlig på grund af Thorntons forsinkede overgang over floden og den ødelæggende artilleribeskydning som kunne ramme dem fra den anden side af floden, fik 93. regiment ordre til at forlade Keanes angrebskolonne, som rykkede frem langs floden og passere gennem åbent terræn til hovedstyrken på højre side af slagmarken. Keane blev såret, da han passerede det åbne terræn med 93. regiment. Det lykkedes Rennies folk at angribe og erobre den fremskudte amerikanske redoubt ved floden, men uden forstærkninger kunne de hverken holde stillingen eller storme den amerikanske hovedstilling bagved. I løbet af få minutter ankom det 7. amerikanske infanteri, rykkede frem og beskød briterne i den erobrede redoubt. I løbet af en halv time blev Rennie og hovedparten af hans folk dræbt. Ved hovedangrebet på højre fløj kastede de britiske infanterister sig enten fladt på jorden, krøb sammen ved kanalen eller blev mejet ned af en kombination af musketild og kardæsker fra amerikanerne. En håndfuld nåede op på toppen af skansen på højre side, men blev enten dræbt eller taget til fange. 95. riffelregiment var rykket frem i åben formation foran hovedangrebet og lå skjult i grøften nedenfor skansen ude af stand til trænge yderligere frem støtte.
De to store hovedangreb på den amerikanske stilling blev slået tilbage. Pakenham og hans næstkommanderende, general Gibbs, blev dødeligt såret mens de var til hest af kardæsker afskudt fra skanserne. Da hovedparten af deres overordnede officerer var døde eller sårede stod de britiske soldater uden ordre til hverken at rykke frem eller tilbage i åbent terræn og blev skudt i smadder af kardæsker fra Jackson-linjen. Efter yderligere omkring 20 minutters blodbad overtog general Lambert kommandoen og beordrede herefter en tilbagetrækning.
Den eneste britiske succes indtraf på vestsiden af Mississippifloden, hvor Thorntons brigade, som bestod af 85. regiment og enheder fra Royal Navy og Royal Marines, angreb og overløb den amerikanske linje. Selv om både Jackson og Commodore Patterson rapporterede, at de retirerende tropper havde naglet alle kanoner, så ingen kunne anvendes mod den amerikanske hovedforsvarslinje, modsiges dette af major Mitchells dagbog, som gør det klart at dette ikke var tilfældet, da han skriver han havde "begyndt at rense fjendens kanoner for at etablere et batteri, som kunne beskyde deres linjer på venstre bred". General Lambert beordrede sin artillerichef, oberst Alexander Dickson, til at vurdere stillingen. Dickson meldte tilbage, at der skulle bruges ikke under 2.000 mand for at holde stillingen. General Lambert gav ordre til tilbagetrækning efter at hovedstyrken havde lidt nederlag på den østlige bred, og styrken trak sig tilbage med nogle få amerikanske fanger og kanoner med sig.
Ved dagens slutning havde briterne lidt tab på 2.042 mand: 291 døde (heriblandt generalerne Pakenham og Gibbs), 1.267 sårede (heriblandt general Keane) og 484 fangne eller savnede. Amerikanerne mistede 71: 15 døde, 39 sårede og 19 savnede.

## Belejringen af Fort St. Philip
Den 9. januar angreb britiske flådestyrker Fort St. Philip, som beskyttede New Orleans mod et anfibieangreb fra Den mexicanske golf via Mississippifloden. Amerikanske styrker på fortet udholdt 10 dages bombardement indtil de britiske skibe trak sig tilbage den 18. januar 1815.

## Den britiske tilbagetrækning
Efter den britiske hærs nederlag besluttede Lambert, at selv om der var ankommet forstærkninger og belejringsudstyr til brug mod New Orleans, ville det give for store tab at fortsætte felttoget i Louisiana. Den 5. februar 1815 gik alle de britiske tropper ombord på flådens skibe og sejlede bort til Biloxi, Mississippi.
Den britiske hær angreb og erobrede herefter Fort Bowyer ved mundingen af Mobile Bay den 12. februar. Den britiske hær forberedte sig på at angribe Mobile da nyheden om fredstraktaten nåede frem. Traktaten var blevet ratificeret af det britiske parlament, men ville først blive ratificeret af Kongressen og den amerikanske præsident i midten af februar. Fredstraktaten indebar imidlertid at krigshandlingerne skulle stoppe, og briterne opgav Fort Bowyer og sejlede hjem til deres base i Vestindien. Selv om slaget om New Orleans ikke havde haft indflydelse på fredsbetingelserne tvang nederlaget ved New Orleans briterne til at opfylde traktaten. Det ville imidlertid have været umuligt for briterne at fortsætte krigen i Nordamerika på grund af Napoleon's flugt fra Elba den 1. marts 1815, som betød at der var brug for deres styrker i Europa. Traktaten i Gent omtalte ikke specifikt det store område, som USA havde erhvervet ved Louisiana-købet, den forlangte blot at begge sider trak sig tilbage fra områder, som var blevet erobret i krigen.

## Efterspil
Mellem den 25. december 1814 og 26. januar 1815 havde briterne haft tab - udover dem ved angrebet den 8. januar - på 49 døde, 87 sårede og 4 savnede. Disse tab og tabene den 23. december og 8. januar nåede i alt op på 386 døde, 1.521 sårede og 552 savnede under hele felttoget. General Jackson rapporterede tab på i alt 55 døde, 185 sårede og 93 savnede under hele felttoget.
Fire bataljoner i USA's stående hær kan spores tilbage til enheder, som deltog i slaget ved New Orleans, og det samme kan et regiment i Mississippis nationalgarde. (1-5 FA, 1-6 FA, 1-1 Inf og 2-1 Inf samt 155th Inf).
Selv om slaget var lille sammenlignet med andre slag på samme tid - såsom slaget ved Waterloo - havde det stor betydning for den amerikanske samtid i almindelighed og Andrew Jackson i særdeleshed.
Amerikanerne mente, at en særdeles stærk britisk flåde og hær havde sat kurs mod New Orleans (Jackson mente selv, at der var 25.000 tropper på vej), og de fleste frygtede det værste. En mand mindedes, at nyheden om sejren "ramte landet, som et lyn fra en klar himmel og forplantede sig med lysets hastighed over hele landet." Slaget gjorde Andrew Jackson til en helt og hjalp med til at bane vejen for ham til Det hvide Hus. Årsdagen for slaget blev fejret som en national helligdag i mange år, og mindes stadig i det sydlige Louisiana.
Til ære for Jackson navngav den nyligt dannede Louisiana Historical Association sin bygning Memorial Hall på 76 årsdagen for slaget den 8. januar 1891.
En statslig park blev etableret i 1907 for at bevare slagmarken. I dag indeholder den et monument og er en del af Jean Lafitte National Historical Park and Preserve.

## Sejren tilskrevet et mirakel
Da amerikanerne var i stort undertal virkede det som om byen New Orleans var i fare for at blive erobret. Derfor samledes ursulinernonner og mange troende i New Orleans i klosterets kapel foran statuen af den hellige moder. De tilbragte natten inden slaget med at bede og græde foran den hellige statue om den hellige jomfrus indgriben. Om morgenen den 8. januar holdt generalpræsten William Dubourg messe ved det alter hvor statuen af den hellige moder var blevet stillet. Priorinden i ursulinerklosteret moder Ste. Marie Olivier de Vezin, afgav et løfte om at en taksigelsesmesse skulle afholdes årligt, hvis de amerikanske styrker vandt. Netop som nadveren blev holdt løb en kurer ind i kapellet for at fortælle de forsamlede, at briterne var blevet besejret. General Jackson tog selv til klosteret for at takke nonnerne for deres bønner: "Med himmelens velsignelse, som ledede mine troppers tapperhed, blev en af de mest strålende sejre i krigens historie vundet."  Priorindens løfte er siden trofast blevet holdt.

## Eksterne kilder
- Wikimedia Commons har flere filer relateret til Battle of New Orleans
- Battle of New Orleans — detaljeret beskrivelse, med kort og billeder på National Park Service
- Battle of New Orleans: Myths and Legends — detaljeret beretning af militærhistorikere
- kort
- The Battle of New Orleans Arkiveret 28. oktober 2011 hos  Wayback Machine — kort gennemgang fra Louisiana State Museum, med billeder
- Battle of New Orleans Pathfinder Arkiveret 26. marts 2008 hos  Wayback Machine — forskningsarkiv i The Historic New Orleans Collection
- History of Louisiana, Vol. 5, Chapter 10 — detaleret gennemgang af Charles Gayarré
- The Battle of New Orleans — detaljeret gennemgang af John Smith Kendall
- The Glorious Eighth of January — kulørt beretning af Grace King
- The Battle of New Orleans — beretning af Theodore Roosevelt
- Belejringen af Fort St. Philip — øjenvidneberetninger, som udgivet i Louisiana Historical Quarterly
- BattleofNewOrleans.org — detaljeret beskrivelse af slagene, billeder og film af rekonstruktioner
- Animated history of The Battle of New Orleans Arkiveret 9. oktober 2012 hos  Wayback Machine
- Battle of New Orleans Bicentennial Anniversary 2012 Living History Reenactment (video)
- Battle of New Orleans - Cox Living Louisiana TV program (video)

29°56′27″N 89°59′09″V / 29.94073°N 89.98592°V